# Aphelenchoides besseyi
Espèce
Aphelenchoides besseyi (anguillule des feuilles de riz) est une espèce de nématodes pathogènes des plantes.
Ce nématode foliaire se rencontre en Afrique, en Amérique, en Asie, en Europe orientale et dans les îles du Pacifique,,.

## Synonymes
- Aphelenchoides oryzae Yokoo,
- Asteroaphelenchoides besseyi (Christie) Drozdovski[4],[5],[6].

## Morphologie
Aphelenchoides besseyi a un métacorpus distinct et bien développé. Le stylet est petit avec desprotubrances bien développées. La queue est mucronée avec trois points. Les mâles ont un spicule rose épienux et sans bourse.

## Cycle biologique
La survie du nématodes se fait sous forme anhydrobiotique dans les semences jusqu'à la plantation. Lorsque les plantes alentour germent, les nématodes deviennent actifs et se nourrissent de tissu méristématique.
Aphelenchoides besseyi se reproduit de manière amphimictique bien que la parthénogenèse soit aussi possible. Quand la plante commence à atteindre la maturité reproductive, le nombre de nématodes augmente considérablement. Les nématodes migrent pour se nourrir des structures reproductrices et finalement s'installer dans la graine de riz en développement. Au fur et à mesure que le grain se déshydrate, le nématode se dessèche lentement  et peut rester en vie dans la graine pendant un maximum de trois ans. Le cycle biologique d' Aphelenchoides besseyi est généralement de courte durée et se déroule sur 8 à 12 jours,.
Cette espèce est thermophile. Le seuil inférieur pour le développement est de 13 °C et la température optimale varie entre 23 °C et 30 °C. La somme des températures efficaces pour le développement d'une génération est de 80 degrés-jours
.

## Relation hôte - parasite
Aphelenchoides besseyi est un nématode ectoparasite, ce qui signifie qu'il se nourrit du tissu végétal de l'extérieur. Ce nématode est le plus souvent associé à une maladie dans laquelle les régions méristématiques des feuilles des plants de riz blanchissent puis se nécrosent,.
Ces nématodes peuvent également provoquer un retard de croissance et la stérilité, entraînant des pertes de rendement pouvant atteindre 50%,.

## Méthodes de lutte
La méthode de lutte la plus courante contre Aphelenchoides besseyi est de maintenir les stocks de semences saines et propres. Étant donné que le nématode survit dans la graine, il est assez facile à contrôler. Les semences peuvent être traitées chimiquement pour tuer les nématodes ou peuvent être nettoyées par un procédé dans lequel les graines sont d'abord trempées dans l'eau froide pour activer les nématodes et ensuite brièvement trempées dans de l'eau chaude pour les tuer. Ces graines peuvent ensuite être directement plantées ou séchées rapidement pour le stockage.